# Quận Botetourt, Virginia
Quận Botetourt là một quận thuộc tiểu bang Virginia, Hoa Kỳ.
Quận này được đặt tên theo. Theo điều tra dân số của Cục điều tra dân số Hoa Kỳ năm 2000, quận có dân số 30.496 người. Quận lỵ đóng ở Fincastle.6 Quận này thuộc vùng thống kê đô thị Roanoke và tọa lạc ở vùng Roanoke của Virginia.

## Địa lý
Theo Cục điều tra dân số Hoa Kỳ, quận có diện tích km2, trong đó có km2 là diện tích mặt nước.